# Alliopsis attenuata
Alliopsis attenuata är en tvåvingeart som beskrevs av Griffiths 1987. Alliopsis attenuata ingår i släktet Alliopsis och familjen blomsterflugor. Inga underarter finns listade i Catalogue of Life.